# Jugovac (Chorwacja)
Jugovac – wieś w Chorwacji, w żupanii karlowackiej, w gminie Žakanje. W 2011 roku liczyła 14 mieszkańców.